# ميكو لامبي
ميكو لامبي (بالفنلندية: Mikko Lampi)‏ هو لاعب كرة قدم فنلندي، ولد في 3 يونيو 1952. لعب مع Ilves ‏.

## وصلات خارجية
- ميكو لامبي على موقع قاعدة بيانات كرة القدم.إي يو (الإنجليزية)
- ميكو لامبي على موقع ناشيونال فوتبول تيمز (الإنجليزية)
- ميكو لامبي على موقع عالم كرة القدم.نت (الإنجليزية)